# Spalier-Zwergmispel
Die Spalier-Zwergmispel (Cotoneaster adpressus) ist ein rötlich blühender Strauch aus der Gruppe der Kernobstgewächse (Pyrinae). Das natürliche Verbreitungsgebiet der Art erstreckt sich vom Westen Chinas bis Indien und Myanmar. Sie wird häufig als Zierpflanze verwendet.

## Beschreibung

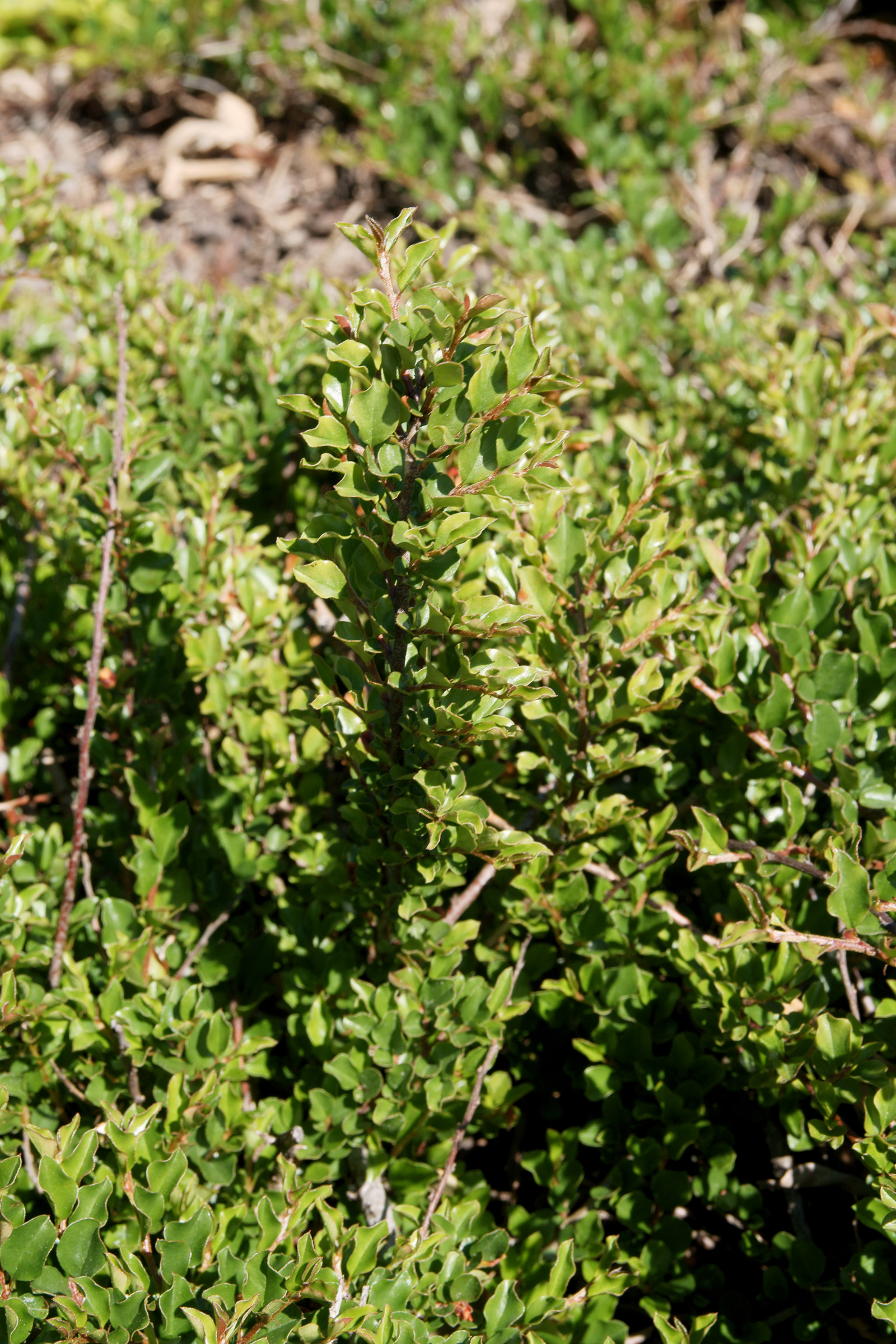
Habitus

Die Spalier-Zwergmispel ist ein sommergrüner, mehr oder weniger niederliegender, und selten mehr als 25 Zentimeter hoher, breitwüchsiger Strauch mit rötlichbraunen, graubraunen oder grauschwarzen, anfangs strigelhaarigen und später verkahlenden, fächrig ausgebreiteten und bogig übergeneigten Zweigen. Die Laubblätter sind in Blattstiel und Blattspreite gegliedert. Der Stiel ist 1 bis 2 Millimeter lang, kahl oder fein behaart. Die Nebenblätter sind pfriemlich, beinahe so lang wie der Blattstiel und fallen früh ab. Die Blattspreite ist einfach, breit-eiförmig oder verkehrt-eiförmig, selten oval, 5 bis 15 Millimeter lang und 4 bis 10 Millimeter breit, ganzrandig und gewellt, mit stumpfer bis mehr oder weniger spitzer Blattspitze und keilförmiger Basis. Die Blattoberseite ist stumpfgrün, kahl mit einer eingesenkten mittleren Blattader, die Unterseite ist heller, bewimpert bis kahl mit hervortretender mittlerer Blattader. Die Herbstfärbung ist dunkel weinrot.
Die Blütenstände bestehen aus 1 bis 2 beinahe sitzenden Blüten mit Durchmesser von 7 bis 8 Millimetern. Der Blütenbecher ist glockenförmig und außen schwach behaart. Die Kelchblätter sind oval-dreieckig, spitz und kürzer als die Kronblätter. Die Kronblätter stehen aufrecht. Sie sind rosafarben, verkehrt eiförmig, 4 bis 5 Millimeter lang und beinahe auch so breit, mit stumpfer oder ausgerandeter Spitze. Die zehn bis 15 Staubblätter sind kürzer als die Kronblätter. Die Spitze des Fruchtknotens ist behaart. Die freistehenden, zweifachen  Griffel ragen nicht über die Staubblätter hinaus. Die Früchte haben Durchmesser von 7 bis 9 Millimeter. Sie sind hellrot, rundlich und kahl. Je Frucht werden zwei, selten drei Kerne gebildet. Die Spalier-Zwergmispel blüht von Mai bis Juni, die Früchte reifen von August bis September.
Die Chromosomenzahl beträgt 2n = 68.

## Vorkommen und Standortansprüche
Das natürliche Verbreitungsgebiet reicht von den chinesischen Provinzen Gansu, Guizhou, Hubei, Qinghai, Shaanxi, Sichuan, Xizang und Yunnan bis in tropische Regionen in Indien, Nepal und Myanmar. Die Spalier-Zwergmispel wächst in Bergwäldern, alpinen Bereichen, Hecken und Strauchflächen in 1900 bis 4000 Metern Höhe auf mäßig trockenen bis frischen, schwach sauren bis stark alkalischen, sandig-kiesigen bis lehmigen, felsigen und flachgründigen, nährstoffreichen Böden an sonnig sommerheißen bis sommerkühlen und winterkalten Standorten. Die Art ist wärmeliebend und meist frosthart.

## Systematik
Die Spalier-Zwergmispel (Cotoneaster adpressus) ist eine Art aus der Gattung der Zwergmispeln (Cotoneaster). Sie wird in der Familie der Rosengewächse (Rosaceae) der Unterfamilie Spiraeoideae, Tribus Pyreae der Untertribus der Kernobstgewächse (Pyrinae) zugeordnet. Die Art wurde 1904 von Désiré Georges Jean Marie Bois als Cotoneaster adpressa erstmals wissenschaftlich beschrieben. Der Gattungsname Cotoneaster leitet sich vom lateinischen „cotoneum malum“ für die Quitte (Cydonia oblonga) ab. Die Endung „aster“ ist eine Vergröberungsform für Pflanzengruppen, die im Vergleich zu ähnlichen Gruppen als minderwertig betrachtet werden. Das Artepitheton adpressus stammt ebenfalls aus dem Lateinischen und bedeutet „angedrückt“, was auf das niederliegende Wachstum hinweist.

## Verwendung
Die Spalier-Zwergmispel wird häufig aufgrund ihrer bemerkenswerten Früchte und der auffallenden Herbstfärbung als Zierpflanze verwendet.

## Nachweise